# Uniwersytet Monash
Uniwersytet Monash, Monash University – australijska uczelnia państwowa z główną siedzibą w Melbourne, założona w 1958 roku. Jej patronem jest John Monash, najważniejszy australijski dowódca wojskowy z okresu I wojny światowej.
Kształcąc ponad 86 tysięcy studentów, w tym 31 tysięcy obcokrajowców, jest największą pod względem studentów uczelnią w Australii. Uniwersytet ma łącznie dziesięć kampusów, z czego sześć w stanie Wiktoria oraz po jednym w Malezji, Indiach, Południowej Afryce, Chinach i Włoszech. Zatrudnia ponad 8 tysięcy pracowników naukowych.
Uniwersytet Monash posiada długą historię przełomowych badań, które zmieniły świat. Lista obejmuje m.in. zapłodnienie in vitro, dietę Monash FODMAP, opracowanie szybkich testów krwi do diagnozowania COVID 19, technologia redukcji echa fal radiowych umożliwiająca rozwój bezprzewodowych sieci LAN, a w dziedzinie energii zmieniający paradygmat rozwój zielonego amoniaku do magazynowania energii. W Uniwersytecie Monash znajduje się ponad 100 instytutów badawczych m.in. Australian Syntochron.
W 2020 Uniwersytet Monash odnotował dochód z badań w wysokości 539,3 mln USD. (na podstawie dochodów zgłoszonych do Higher Education Research Data Collection (HERDC)).
Uczelnia należy do „Go8” (Group of Eight), koalicji wiodących badawczych uniwersytetów australijskich. Jej mottem jest włoska sentencja Ancora imparo (Wciąż się uczę), przypisywana Michałowi Aniołowi.

## Reputacja międzynarodowa

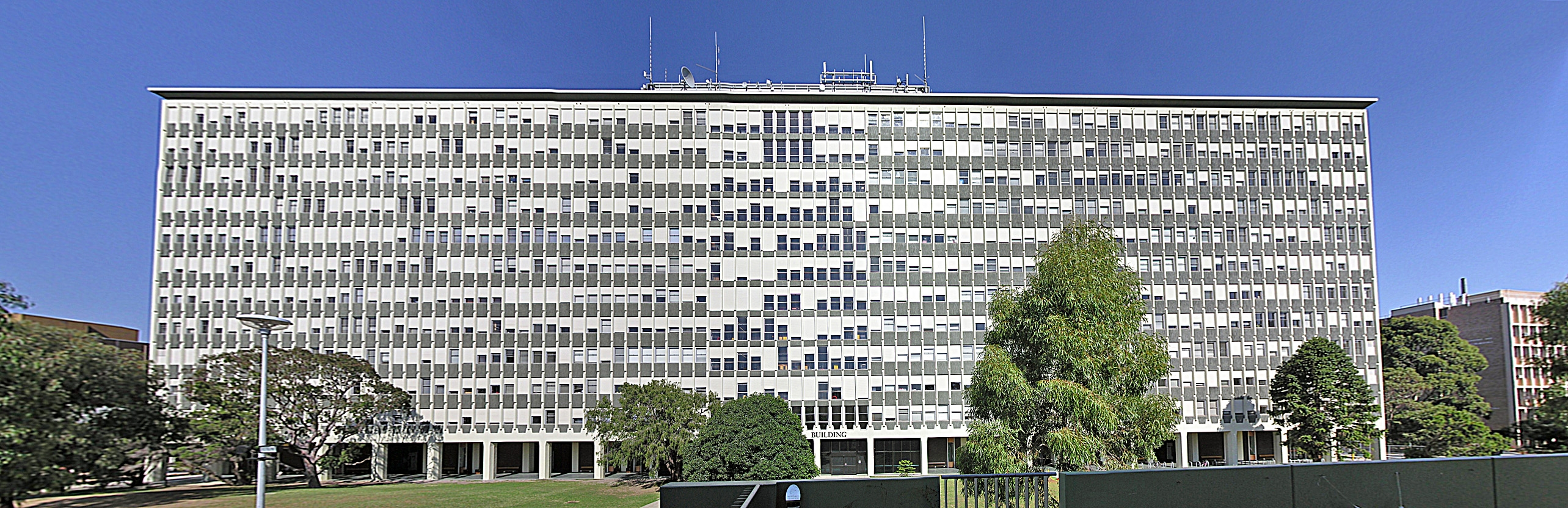
Budynek Roberta Menziesa

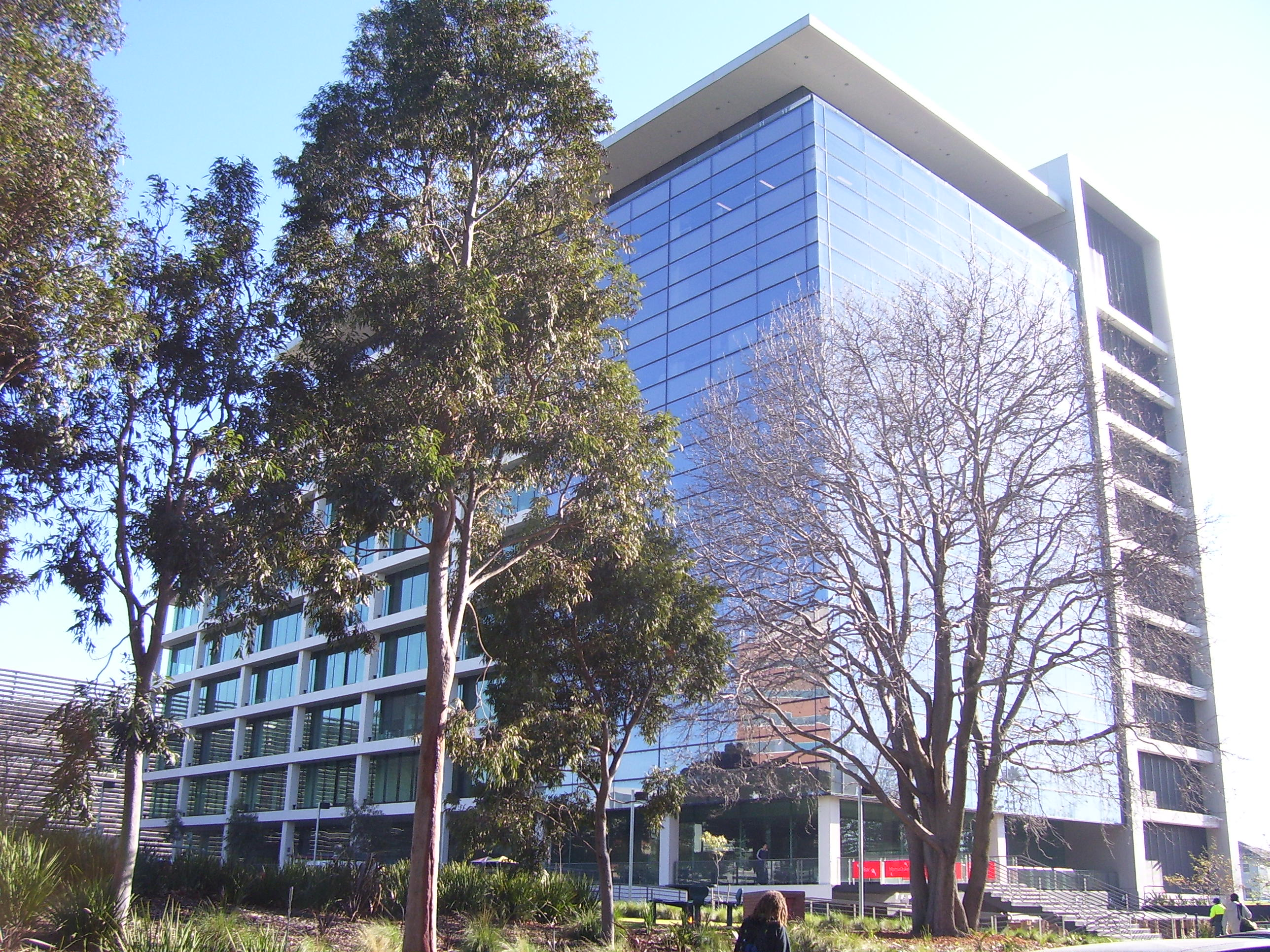
Budynek H na kampusie w Caulfield

- 37 na świecie według QS World University Rankings z 2025[9]
- 54 na świecie według Times Higher Education z 2024[10]
- Wydział Ekonomii i Biznesu posiada prestiżową „potrójną koronę”, czyli akredytację EQUIS, AACSB i AMBA, jako jedna ze 129 szkół wyższych uczących przedsiębiorczości na świecie (sierpień 2024)[11].

## Wydziały
- Wydział Sztuki i Projektowania
- Wydział Sztuk (nauk humanistycznych)
- Wydział Biznesu i Ekonomii
- Wydział Edukacji
- Wydział Inżynierii
- Wydział Technologii Informacyjnych
- Wydział Prawa
- Wydział Medycyny, Pielęgniarstwa i Nauk o Zdrowiu
- Wydział Farmacji i Nauk Farmaceutycznych
- Wydział Nauk Ścisłych

## Znani absolwenci[12]
- Peter Carey – pisarz, dwukrotny laureat Nagrody Bookera
- Bill Shortnan – lider Australijskiej Partii Pracy
- Simon Crean – lider Australijskiej Partii Pracy
- Peter Costello – minister finansów Australii
- David de Kretser – gubernator stanu Wiktoria
- Marlene Moses – minister spraw zagranicznych Nauru
- Paul McNamee – zwycięzca turniejów tenisowych
- Anna Millward – mistrzyni świata w kolarstwie szosowym